# Ferrero Marianetti
Ferrero Marianetti (Roma, 28 maggio 1912 – 1970) è stato un tuffatore italiano.

## Biografia
Nato a Roma nel 1912, a 24 anni prese parte ai Giochi olimpici di Berlino 1936 nella gara di piattaforma, terminando 17º con 82.78 punti..